# Синхуа
 Тази статия е за информационната агенция.  За сиена в Хунан вижте Синхуа (сиен).  
Синхуа (китайски традиционен: 新華社, опростен: 新华社, пинин: Xīnhuáshè) е официалната държавна информационна агенция на Китайската народна република. Това е най-голямата и най-влиятелната масова медия в Китай, както и най-голямата информационна агенция в света по брой кореспонденти. Това е институция на министерско ниво, подчинена на Държавния съвет и е най-висшият медиен орган в държавата заедно с Женмин Жибао. Президентът ѝ е член на ЦК на ККП.
Синхуа извършва дейност в над 170 чуждестранни отдела по света и поддържа 31 отдела в Китай – по един за всяка административна единица плюс един военен. Синхуа е единственият канал за разпространяване на важни новини, свързани с комунистическата партия и китайското централно правителство, а щаб-квартирата на агенцията в Пекин се намира стратегически близо до офиса на генералния секретар на партията (Джуннанхай).
Освен информационна агенция, Синхуа е и издател – тя притежава над 20 вестника и дузина списания, които публикува на няколко езика: китайски, английски, френски, немски, испански, португалски, руски, арабски, японски и корейски.
През 2018 г. Департаментът по правосъдие на САЩ поисква от Синхуа да се регистрира като чуждестранен агент, но агенцията не удовлетворява тази молба. През 2020 г. Държавният департамент на САЩ обозначава Синхуа и други държавни масови медии като „чуждестранни мисии“.

## История
Предшественик на Синхуа е Новинарска агенция Червен Китай (на китайски: 紅色中華通訊社, пинин: Hóngsè Zhōnghuá Tōngxùnshè), основана през ноември 1931 г. от комунистите в Жуейдзин, провинция Дзянси. Тя главно препубликува новини от Централната новинарска агенция за партийните и военните дейци. Агенцията е преименувана на Синхуа през ноември 1935 г., към края на Дългия марш, който премества комунистите от Дзянси в Шънси. Когато избухва Втората китайско-японска война, Синхуа не само превежда новини от Централната новинарска агенция на Гоминдан, а и международни такива от агенции като ТАСС и Ава. За пръв път Синхуа започва да използва висок печат през 1940 г.
По време на Тихоокеанската кампания, агенцията разработва възможностите си за издаване в чужбина и създава първите си задгранични клонове. Започва да издава в други държави на английски през 1944 г. Към 1949 г. агенцията следва главно абонаментен модел. След края на Китайската гражданска война, агенцията представлява Китайската народна република в държави и територии, в които няма дипломатически мисии (например Британски Хонконг). През 1956 г. Синхуа започва да разказва за антимарксистки и други мнения, критикуващи комунистическата партия. През 1957 г. сменя формата си от списание на вестник.
Чуждестранни медийни експерти описват агенцията като „очите и устата“ на партията, следейки това, което е важно за народа. Бившият директор на агенцията, Джън Тао, отбелязва, че тя е мостът между партията, правителството и народа, комуникирайки както нуждите на народа, така и политиките на партията. Женмин Жибао използва материали от Синхуа за около една четвърт от статиите си.
През 2012 г. Синхуа пуска сайт на български език с новини и анализи за страната, като основните му цели са да информира българската аудитория за процесите и тенденциите в развитието на китайската промишленост, селско стопанство и финансови институции. В днешно време, сайтът не е активен.

## Негативно възприемане в китайското общество
Предвид ролята на агенцията за разпространяването на пропагандата на тоталитарния режим в континентален Китай, за нея има народна антикомунистическа песен, наричащо агенцията отгледано от и охраняващото вратата на партията куче пазач, което ще ухапе всеки, който партията му каже да ухапе, и токлкова пъти, колкото му каже, и дори един старши репортер на агенцията е поставил под съмнение възможността да се довериш на неин репортаж.